# Pycnonotus cyaniventris
El bulbul ventrigrís (Pycnonotus cyaniventris) es una especie de ave paseriforme de la familia Pycnonotidae propia del sudeste asiático.

## Distribución y hábitat
Se encuentra en la península malaya, Sumatra y Borneo. Su hábitat son los bosques húmedos tropicales de tierras bajas. Está amenazado por la pérdida de hábitat.

## Taxonomía
Se reconocen dos subespecies:
- P. c. cyaniventris - Blyth, 1842: se encuentra en la península malaya y Sumatra;
- P. c. paroticalis - (Sharpe, 1878): ocupa Borneo. Originalmene se describió como una especie separada.